# Међународна реакција на признање независности Абхазије и Јужне Осетије
Међународна реакција на признање независности Абхазије и Јужне Осетије је уследила након одлуке Државне думе Русије да 25. августа 2008. призна независност грузијских отцепљених територија Абхазије и Јужне Осетије. Дан касније је руски председник Дмитриј Медведев је потписао указе о признању тих области. Грузија је оценила руско признање као акт анексије своје територије, док је руска страна оценила да су грузијским нападом на Јужну Осетију уништене све могућности реинтеграцију ових области у Грузију.

## Државе које су званично признале независност Абхазије и Јужне Осетије
1. Русија — 26. августа 2008.[1]
2. Никарагва — 5. септембра 2008.[2]
3. Венецуела — 10. септембра 2009.[3][4]
4. Науру — 15./16. децембра 2009.[5]
5. Вануату — 23. мај 2011. (само Абхазија)[6]
6. Тувалу — 18. септембар 2011. (Абхазија) и 19. септембар 2011. (Јужна Осетија).[7]
7. Сирија — 29. мај 2018

## Државе које не признају независност Абхазије и Јужне Осетије
- Аустралија[8][9]
- Аустрија[10]
- Азербејџан[11]
- Белгија[12]
- Бугарска[13]
- Грузија[14]
- Грчка[15]
- Данска[16]
- Естонија[17]
- Ирска[18]
- Израел[19]
- Италија[20]
- Јапан[21]
- Казахстан[22]
- Канада[23]
- Кипар[24]
- Летонија[25]
- Литванија[26]
- Луксембург[27]
- Мађарска[28]
- Мексико[29]
- Немачка[30]
- Пољска[31]
- Португалија[32]
- Румунија[33]
- САД[34]
- Словачка[35]
- Србија[36]
- Турска[37]
- Уједињено Краљевство[38]
- Украјина[39]
- Француска[40]
- Хрватска[41]
- Чешка[16]
- Шведска[42][43]
- Шпанија[44]